# Чувалкиповский сельсовет
Чувалкиповский сельсовет — муниципальное образование в Чишминском районе Башкортостана.
Согласно Закону о границах, статусе и административных центрах муниципальных образований в Республике Башкортостан имеет статус сельского поселения.

## Состав
с. Чувалкипово,
д. Абраево,
с. Кызылга,
с. Новокиевка,
с. Романовка,
с. Старомусино,
с. Теперишево.

## История
В 2008 году произошло объединение Старомусинского и Чувалкиповского сельсоветов с сохранением наименования «Чувалкиповский» и включением сёл Кызылга, Новокиевка, Старомусино, деревни Абраево Старомусинского сельсовета в состав Чувалкиповского сельсовета (Закон Республики Башкортостан от 19.11.2008 N 49-з «Об изменениях в административно-территориальном устройстве Республики Башкортостан в связи с объединением отдельных сельсоветов и передачей населённых пунктов»).

## Население
| 2002  | 2009  | 2010  | 2012  | 2013  | 2014  | 2015  |
| ----- | ----- | ----- | ----- | ----- | ----- | ----- |
| 2082  | ↘1984 | ↘1872 | ↘1808 | ↘1753 | ↘1691 | ↘1645 |
| 2016  | 2017  | 2018  |       |       |       |       |
| ↘1606 | ↘1516 | ↗1538 |       |       |       |       |